# Bas Jan Ader
Bas Jan Ader (eigentlich Bastiaan Johan Christiaan Ader) (* 19. April 1942 in Winschoten, Niederlande; † 1975, Atlantischer Ozean) war ein niederländischer Video- und Konzeptkünstler, der ein sehr kleines, aber einflussreiches Œuvre hinterlassen hat.

## Leben und Werk

### Kindheit
Ader wuchs im niederländischen Winschoten als einer von zwei Söhnen des Predigers Bastiaan Jan Ader und Johanna Adriana Ader-Appels auf. Sein Vater war genau wie seine Mutter im niederländischen Widerstand und wurde 1944 von den deutschen Besatzungstruppen erschossen. Ader, gerade zwei Jahre alt, und sein Bruder wurden danach von ihrer Mutter alleine großgezogen.

### Künstlerische Ausbildung und Werdegang
Bas Jan Ader besuchte verschiedene Kurse am Institut für Angewandte Kunst in Amsterdam, der heutigen Gerrit Rietveld Academie. Er galt als rebellischer Student und schloss sein Studium dort nicht ab. Überliefert ist eine Ankündigung Aders, er werde nur ein Blatt Papier für ein ganzes Semester brauchen, da er jede Zeichnung sofort nach Fertigstellung wieder ausradieren wolle. 1971 arbeitete Ader im zeeländischen Westkapelle. Es entstand ein vielbeachteter Film über Schwerkraft und Fallen vor dem auch von Piet Mondriaan gemalten Leuchtturm des Dorfes im Hintergrund.
Mit 19 reiste Ader per Anhalter nach Marokko und heuerte auf einem Schiff in die USA an. Über verschiedene Umwege, einen Schiffbruch an der Küste Kaliforniens und einige abenteuerliche Seereisen verschlug es Ader schließlich nach Los Angeles, wo er in den sechziger Jahren am Otis Art Institute studierte. Dort lernte er Mary Sue Andersen kennen, die Tochter des Direktors, und heiratete sie in Las Vegas. Während der Zeremonie ging er, symbolisch gestützt, an Krücken. Ader wechselte an die kalifornische Claremont Graduate School und studierte dort Kunst und Philosophie. Hier entstanden weitere seiner Kurzfilme über das Fallen. Dies war die fruchtbarste Periode seines Schaffens.

### Werkentwicklung
In seinem künstlerischen Werk ging es Ader immer wieder um die Auseinandersetzung mit Schwerkraft oder anderen physikalischen Phänomenen. Er bediente sich dabei neben der eigentlichen Aktion, die er immer selber ausführte, der den Moment überdauernden Umsetzung in die Medien Fotografie und Film.
Seine Videoarbeiten (ursprünglich 16 mm oder Super-8-Filme) sind meist wenige Minuten kurze Sequenzen, in denen er verschiedene Arten des Fallens oder Kippens zeigte. Eine davon mit dem Titel „Broken Fall (organic)“ zeigt den Künstler im Amsterdamer Wald. Ader hangelt sich am Ast eines Baums entlang, bis er schließlich in den darunter liegenden Wassergraben fällt. Ein anderer Film zeigt ihn auf einem Dach. Er sitzt auf einem Stuhl und kippelt auf der Dachschräge, bis er hinabstürzt. In einem Film aus dem Jahr 1971 hält er einen schweren Stein so lange in der Hand, wie er kann. In dem Moment, in dem der Stein fällt, löscht er die auf dem Boden liegenden Lampen und beendet so den kurzen Film. In einem anderen Kurzfilm (3:21 min) mit dem Titel I’m too sad to tell you weint Ader ohne Unterlass vor der Kamera, ohne zu sprechen.

### Letzte Seereise

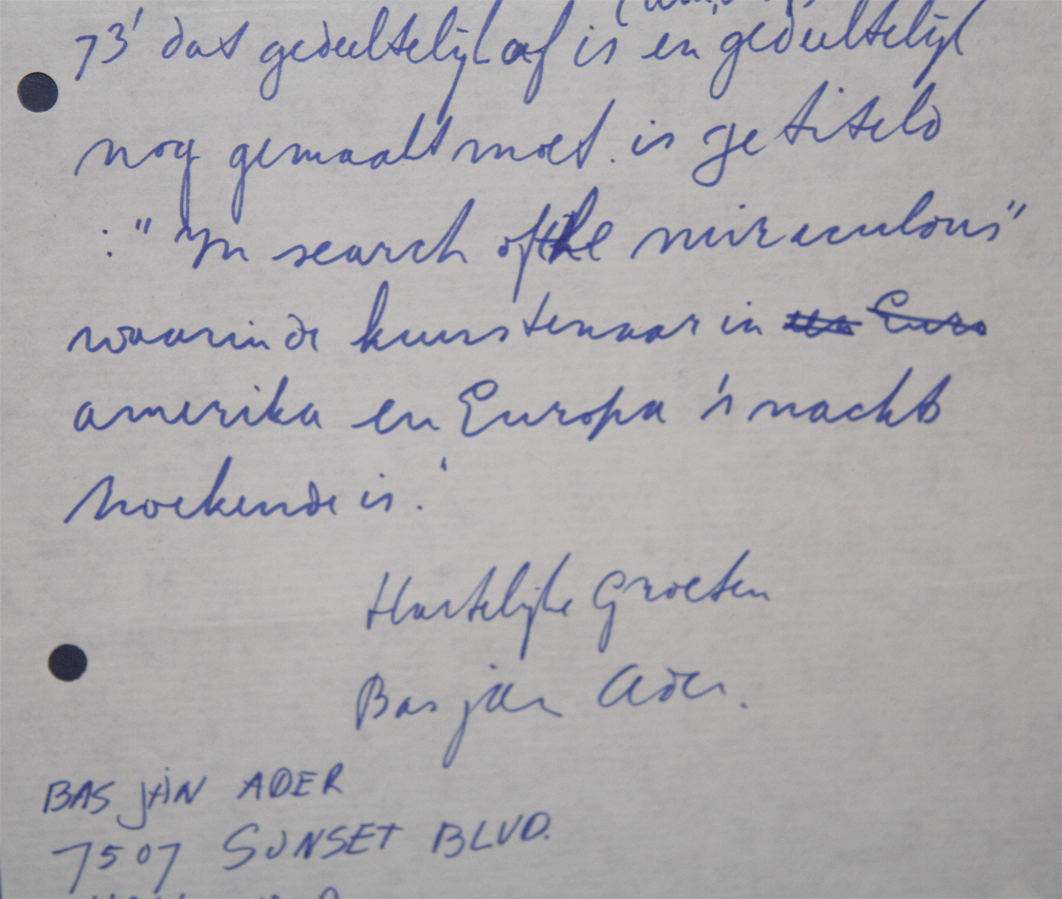
Brief aus den USA

Im Juli 1975 begann der 33-jährige Künstler mit einem winzigen Segelboot (einer umgebauten Guppy 13: 13 Fuß = 3,96 m; ursprünglich nicht für Langstreckentörns gebaut) eine künstlerisch motivierte, performative Atlantiküberquerung mit dem Titel „In search of the miraculous (songs for north Atlantic)“. Etwa zehn Monate nach seiner Abreise trieb das leere Boot vor der Küste Irlands an. Jan Bas Aders Leiche wurde nie gefunden. Das Ende seines Lebens erinnert an die letzte Reise des dadaistischen Künstlers Arthur Cravan, der vor der Küste Mexikos mit seinem Segelboot verschollen ist.

## Nachwirken
Aders überschaubarer Nachlass hat sich über die ganze Welt verstreut. Es gibt keine zentrale Sammlung seiner Werke; allerdings befinden sich einige Exponate im Rotterdamer Museum Boijmans Van Beuningen. Seit den 1990er Jahren zeigt sich aber der starke Einfluss des Niederländers auf die zeitgenössische Kunst, und seine Arbeiten werden ausgestellt.

## Zitate
- “The sea, the land, the artist has with great sadness known they too will be no more” (deutsch: „Das Meer, das Land, der Künstler erkennt mit großer Trauer, dass auch sie nicht mehr sein werden“)
- In einem seiner Logbücher beschrieb Ader die Idee zu einer Postkarte: “Greetings from Beautiful Ader Falls” (deutsch: „Grüße von den schönen Ader-Fällen“). Und noch typischer die Unterschrift: “All is falling” (deutsch: „Alles fällt“).

## Werkverzeichnis (Auswahl)
Angesichts der sehr kurzen Karriere Aders sind nur wenige Arbeiten dokumentiert. Einige Titel:
- Fall 1, Los Angeles 1970 (Kurzfilm)
- Fall 2, Amsterdam 1970 (Kurzfilm)
- I’m too sad to tell you 1970-71 (Mixed Media)
- All in my clothes 1970 (Fotoserie)
- Farewell to faraway friends 1971 (Foto)
- Untitled (Flower work) 1974 (Fotocollage)
- In search of the miraculous (songs for north Atlantic) 1975 (Performance)

## Ausstellungen
- 2000 Kunstverein Braunschweig: Filme, Fotografien, Projektionen, Videos und Zeichnungen aus den Jahren 1967–1975
- 2004 Paris: Bas Jan Ader – Installationen, Fotografien; Galerie Crousel Chantal
- 2006 Rotterdam: Retrospektive Bas Jan Ader; Museum Boijmans Van Beuningen
- 2007 Basel: Bas Jan Ader – Fall, Kunsthalle Basel
- 2013 Hamburg: Besser Scheitern, Kunsthalle, Galerie der Gegenwart
- 2013 Frankfurt: Bas Jan Aders letzte Fahrt, Schirn Kunsthalle
- 2025 Hamburg: Bas Jan Ader. I’m searching…, Hamburger Kunsthalle